# مأمور بدرقه
مأمور بدرقه مجموعه‌ای تلویزیونی (تولید سال ۱۳۸۷)به کارگردانی سعید سلطانی است. این مجموعه بر پایهٔ فیلم‌نامه‌ای از امیرعباس پیام و با حضور بازیگرانی چون محسن تنابنده، سیروس گرجستانی، سید جواد رضویان، مهرانه مهین‌ترابی و بهاره رهنما تهیه شده‌است و موسیقی متن این مجموعه را سعید انصاری ساخته‌است.

## خلاصه داستان
مأمور بدرقه، روایتی طنز از زندگی یکی از مأموران نیروی انتظامی است که در طی انجام خدمتش با دردسرهایی مواجه می‌شود. سرکار استوار آصف قرقچی (سیروس گرجستانی)، مأمور وظیفه‌شناس و باسابقه‌ای که در آستانه بازنشستگی قرار دارد؛ مأموریت می‌یابد تا افشین (محسن تنابنده) را به دادسرای نظامی انتقال دهد؛ اما با وقوع ماجراهایی، افشین به کمک شوهر خواهرش (سید جواد رضویان) موفق به فرار می‌شود. دادگاه نظامی ۷ روز به آصف مهلت می‌دهد تا متهم را دستگیر کرده و او را تحویل مراجع قضایی دهد. او برای یافتن افشین دست‌ به کار شده و...

## بازیگران
- سیروس گرجستانی
- محسن تنابنده
- سیدجواد رضویان
- مهرانه مهین‌ترابی
- بهاره رهنما
- زهره مجابی
- فرناز رهنما
- ناصر گیتی‌جاه
- هایده حائری
- حسین توشه
- حسین عابدینی
- کیانوش گرامی
- رضا آحادی
- مونا اسکندری
- کیومرث ملک‌مطیعی
- محمدرضا علیمردانی
- امیرحسین فتحی
- امین احیایی
- سیاوش عظیم محسنی
- مجید صیادی